# Bixa orellana

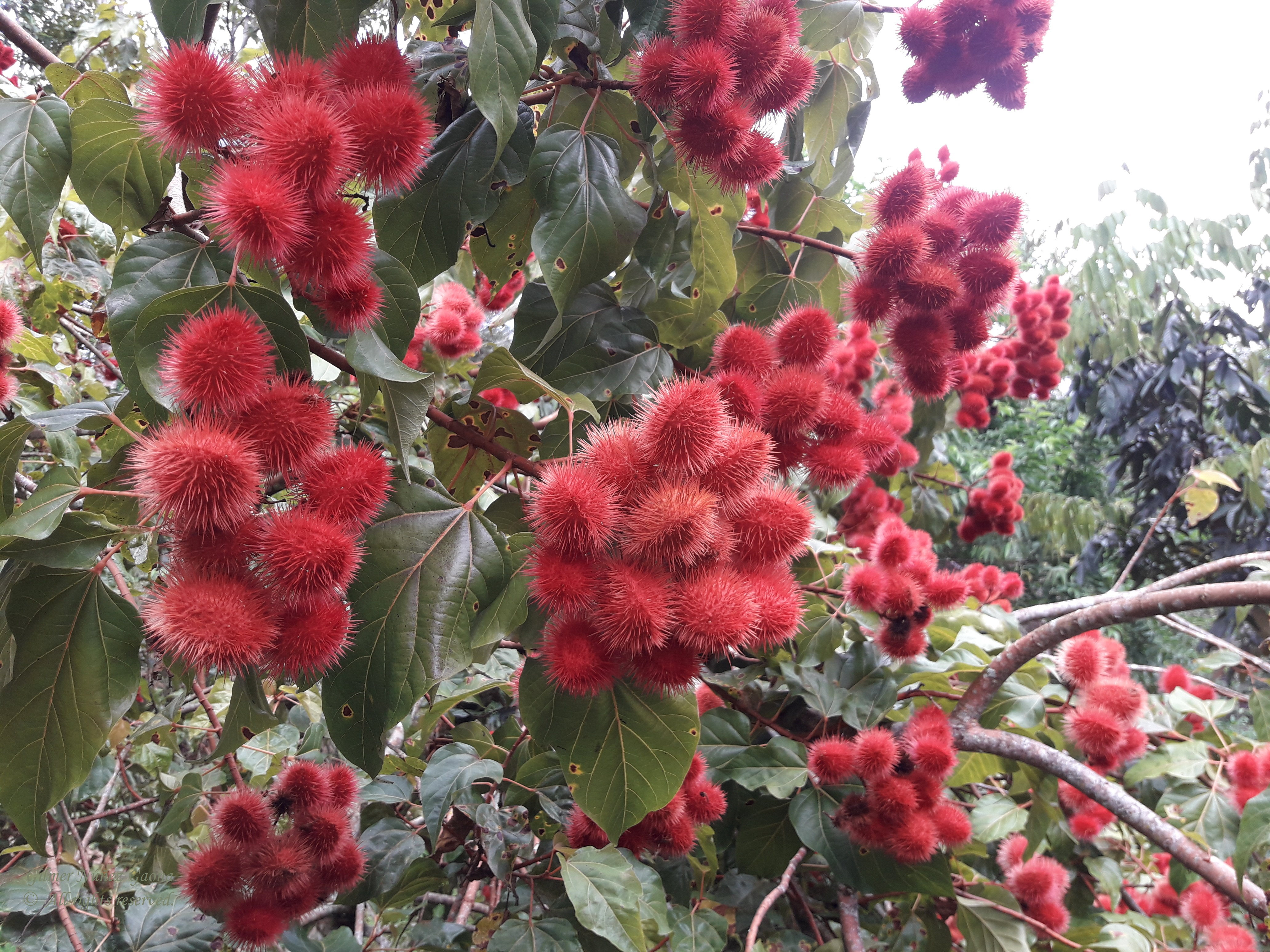
Frutos de Bixa orellana

Bixa orellana, llamada comúnmente achiote, achote, achuete, acotillo, anate, bija, cacicuto, onoto, rocú, urucú, ururú, además de otros nombres locales, es una especie botánica arborescente de la familia de las bixáceas, de las regiones intertropicales de América, cultivado específicamente en América Central, Bolivia desde la época precolombina, Brasil, Colombia, Ecuador, México, Perú, República Dominicana y Venezuela En Paraguay crece en forma espontánea en el sotobosque nativo. De su fruto se obtiene la especia homónima, empleada como colorante y condimento en la comida popular.

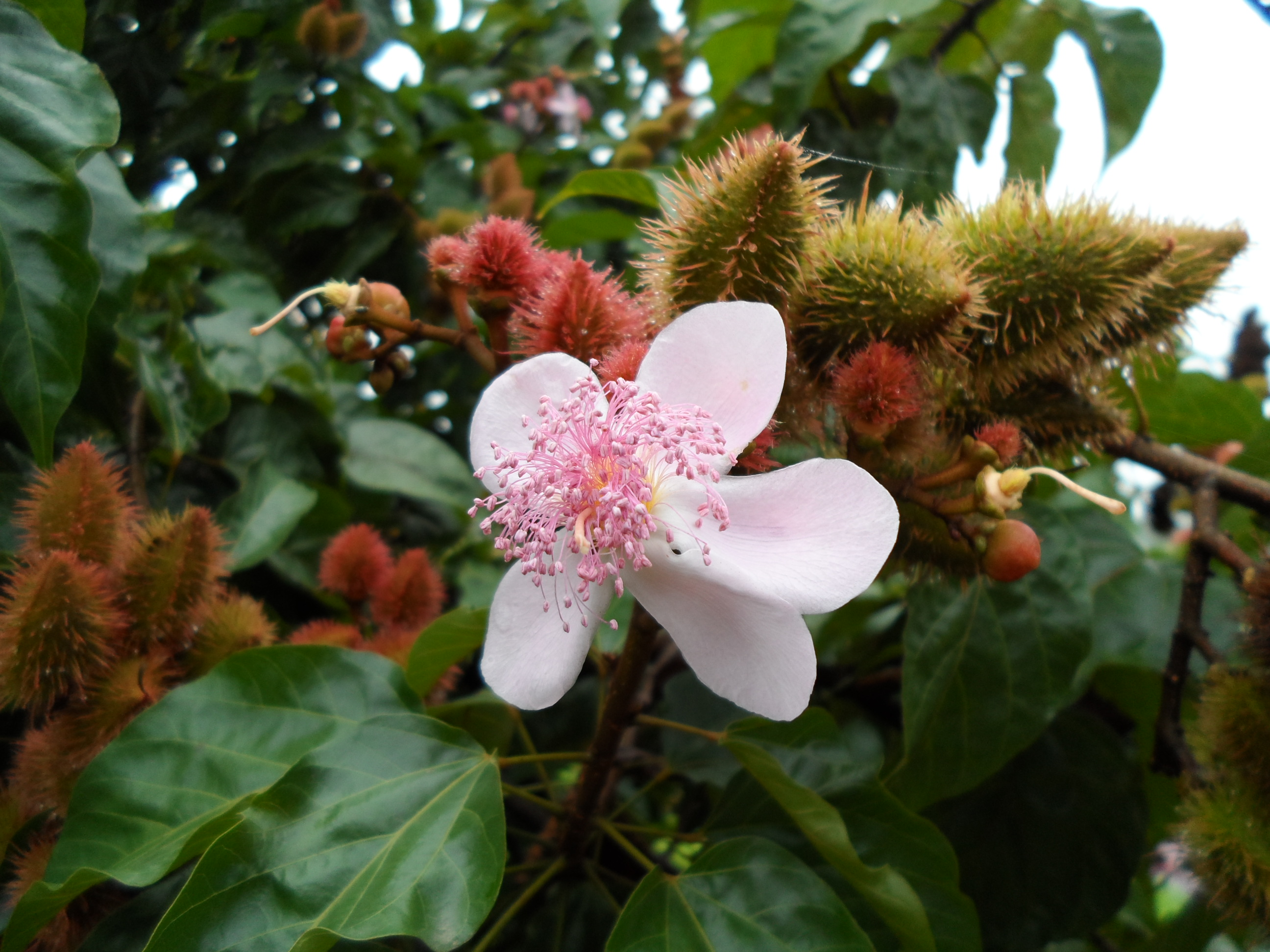
Foto de la flor y el fruto del achiote (Bixa orellana).

## Descripción
Es un arbusto o árbol pequeño perennifolio o semi-caducifolio de 2 a 5 m de altura, pero que puede llegar hasta 10 m, con copa baja, frondosa y extendida.

### Tronco
Tronco cilíndrico, ramificado a poca altura del terreno, alcanza un diámetro de hasta 30 cm. La corteza externamente es de color café claro, poco fisurada, con lenticelas longitudinales, se desprende fácilmente en largas tiras; internamente amarilla o amarillo-anaranjada, con savia anaranjada, pegajosa, ligeramente amarga. Ramas jóvenes color café claro, verdoso, delgadas y leñosas. Ramitas terminales cubiertas de pelos rojizos.

### Hojas
Hojas simples, alternas, grandes y lustrosas, margen entero, cordadas con base redondeada o subtruncada y ápice gradualmente acuminado; de 6 a 27 cm de largo por 4 a 19 cm de ancho. Su limbo es de color verde intenso y glabro por el haz, mientras que por el envés es más claro o grisáceo, ligeramente cubierto de tricomas escamosos, con puntos glandulares rojizos. Nervadura palmeada con 5 nervios que parten de la base. Pecíolo erecto, con tricomas esparcidos, de 3-6(-10) cm de largo, engrosado en sus extremos.

### Flores
Flores grandes, de 4 a 6 cm de diámetro, dispuestas en panículas terminales de 5 a 10 cm de longitud, sobre pedúnculos de 7 a 15 mm. Cáliz de 5 sépalos, ovalados a orbiculares, castaño-verdosos, de 1 a 2 cm de largo, caedizos. Corola de 5 pétalos libres muy obovados, de 1 a 2 cm de largo, rosados a blancos. Flores hermafroditas; androceo con muchos estambres de 10 a 13 mm, y anteras violáceas; gineceo con un ovario densamente espinoso, grueso, de 15 a 18 mm de largo, anaranjado, con 1 o 2 lóculos y numerosos óvulos. Florece escalonadamente, comenzando por los capullos terminales.

### Fruto
El fruto es una cápsula bilocular en forma de vejiga alargada y puntiaguda, de 2 a 6 cm de largo, con pelos gruesos espinosos, dehiscente, verdosa clara a morada (según variedades), que al madurar pasa a pardo rojizo oscuro. En cada valva hay semillas en número variable (10-50, en relación con el tamaño capsular).

### Semillas
La semilla es comprimida, de 5 mm de largo, con tegumento recubierto de una sustancia viscosa rojiza brillante.

### Raíz
La raíz es pivotante y bien desarrollada, lo que le permite adaptarse a condiciones de suelos pobres.

## Distribución y hábitat
Es originaria de América tropical, probablemente del suroeste de la Amazonia. Se encuentra de forma silvestre o cultivada en importantes superficies desde México hasta Brasil y norte de Argentina, así como en las islas del Caribe.
También se puede encontrar en las áreas tropicales y subtropicales de casi todo el mundo. Está presente en Filipinas y se cultiva en regiones cálidas de Asia, como la India, Sri Lanka y Java. En África tropical se cultiva a escala comercial en Kenia y a pequeña escala en todos los demás países. Por otro lado, también es común su cultivo en Florida con propósito ornamental.
Habita en las selvas poco densas, a menudo formando parte del sotobosque, a una altitud de 100 a 1500 m s. n. m. (metros sobre el nivel del mar), aunque crece mucho mejor en zonas bajas y llanas, de no más de 500 m s. n. m.
Prospera en climas diversos, preferentemente en los de tipo cálido-húmedos, semicálidos y templados, con temperaturas que varían entre 20 y 30 °C. Puede crecer bajo un régimen de precipitación amplio. Se desarrolla aceptablemente con una precipitación anual de 1000 mm a 2000 mm, con un máximo de tres meses de temporada seca. Sin embargo tiene un crecimiento mayor con precipitaciones uniformes a lo largo del año superiores a 2000 mm.
En general se adapta bien a las diferentes clases de suelos siempre que tengan buen drenaje interno y externo, que sean profundos, franco-arenosos y de textura liviana. Los suelos óptimos son aquellos de textura franca, con una profundidad mayor de 0,9 m, con pendiente menores del 5% y con buen drenaje y con altos ccontenidos de materia orgánica.

## Ecología
Planta mayoritariamente cultivada y cuando es espontánea, se asocia a vegetación perturbada que deriva de bosques tropicales, así como a suelos antropógenos. Se ha naturalizado en muchas regiones. En su estado silvestre es una especie secundaria de bosques húmedos tropicales poco densos, casi siempre asociados a ambientes ribereños.
Su polinización es entomófila, siendo polinizada principalmente por abejas y mariposas. Posee anteras muy cerradas que solo liberan su polen por vibraciones emitidas por las abejas sin aguijón, aunque también visitan sus flores especies incapaces de vibrar. Estas flores no producen néctar, por lo que las abejas solo las visitan para recolectar polen. Son profusamente visitadas por varias especies de abejas, pero las más significativas son Melipona beecheii (y otras del mismo género) y Apis mellifera, esta última incapaz de vibrar, por lo que es un polinizador menos eficiente.
Se ha comprobado que el achiote posee nectarios extra-florales cuya secreción sirve como recompensa que atrae a las hormigas, que a su vez protegen las flores fecundadas de la presencia de insectos fitófagos.

### Vegetación asociada
Acacia spp., Adelia spp., Albizzia spp., Calliandra spp., Combretum spp., Inga spp., Tabebuia spp., Vitex spp.

## Taxonomía
Bixa orellana fue descrita por Carlos Linneo y publicado en Species Plantarum 1: 512, en 1753.

#### Etimología
Bixa: tomado del español del siglo XVI bixa (según la ortografía actual es bija). A su vez esta palabra deriva probablemente del taíno bisha /biʃa/. Algunos estudios defienden que ante la imposibilidad de afirmar con rotundidad el origen taíno de la palabra es mejor asignarle de forma más genérica un origen arahuaco insular.
orellana: dedicado al explorador español Francisco de Orellana (1490-1546), primer navegante en descender el río Amazonas desde los Andes hasta su desembocadura.

### Sinonimia
| - Bixa acuminata Bojer - Bixa americana Poir. - Bixa odorata Ruiz & Pav. ex G.Don - Bixa orellana var. leiocarpa (Kuntze) Standl. & L.O.Williams - Bixa platycarpa Ruiz & Pav. ex G. Don - Bixa purpurea - Bixa tinctoria Salisb. - Bixa upatensis Ram.Goyena - Bixa urucurana Willd. - Orellana americana (Poir.) Kuntze - Orellana americana var. leiocarpa Kuntze - Orellana orellana (L.) Kuntze |

## Historia
Estudios arqueológicos sugieren que los pueblos indígenas de Sudamérica y las Antillas ya utilizaban las semillas de achiote desde hace más de 3000 años y comenzaron a cultivarlo hace algo más de 1000 años.
Desde entonces, su cultivo fue extendiéndose por toda la América intertropical, tanto que a la llegada de los europeos era una planta común entre los pueblos del continente y las islas del Caribe que lo usaban como especia, pero principalmente como pigmento alimentario, textil y corporal. 
La primera referencia histórica es probablemente la carta de Pero Vaz de Caminha al rey D.Manuel I de Portugal, fechada en 1500 durante la expedición de Pedro Álvares Cabral en lo que fue el primer contacto de Portugal con el territorio de Brasil. En ella describe bastante fielmente lo que podrían ser los frutos y semillas de Bixa orellana. En 1526, Gonzalo Fernández de Oviedo menciona la palabra bixa, para referirse al preparado tintóreo que utilizaban los indígenas para teñirse el cuerpo.
Durante el periodo virreinal se mantuvieron los usos tradicionales anteriores. Los cronistas de esta época mencionan el consumo de cacao teñido con achiote en México y Centroamérica. También existen referencias de su uso como pigmento para tintas y pinturas utilizados en obras de arte, retablos e imágenes religiosas. Por otro lado, con el desarrollo de una industria textil con mano de obra y procedimientos indígenas, se usó como materia prima para el teñido y estampado de tejidos. Este uso se difundió a otros continentes; en la segunda mitad del siglo XVII se exportaba hacia Europa y Asia y llegó a tener una notable relevancia económica.
Llegó a Filipinas y otras islas del Pacífico entre los siglos XVI y XVIII por medio de los intercambios comerciales y culturales con el virreinato novohispano que propició la ruta del Galeón de Manila, también conocida como Nao de China.
En el siglo XVIII se usó como tinte para la seda, el algodón y la lana, pero debido a la poca solidez de los colores, fue sustituido por otras opciones. No obstante, rápidamente se adoptó de forma generalizada como colorante alimentario. La importancia económica del achiote aumentó con su reconocimiento como colorante para quesos, mantequilla y margarina, sin afectar ni el sabor ni el aroma del producto, con un rendimiento excelente. Como consecuencia, en los siglos XIX y XX se introdujo el cultivo del achiote en el Sudeste Asiático, India, Sri Lanka, África tropical, Caribe y Florida.

## Importancia económica y cultural

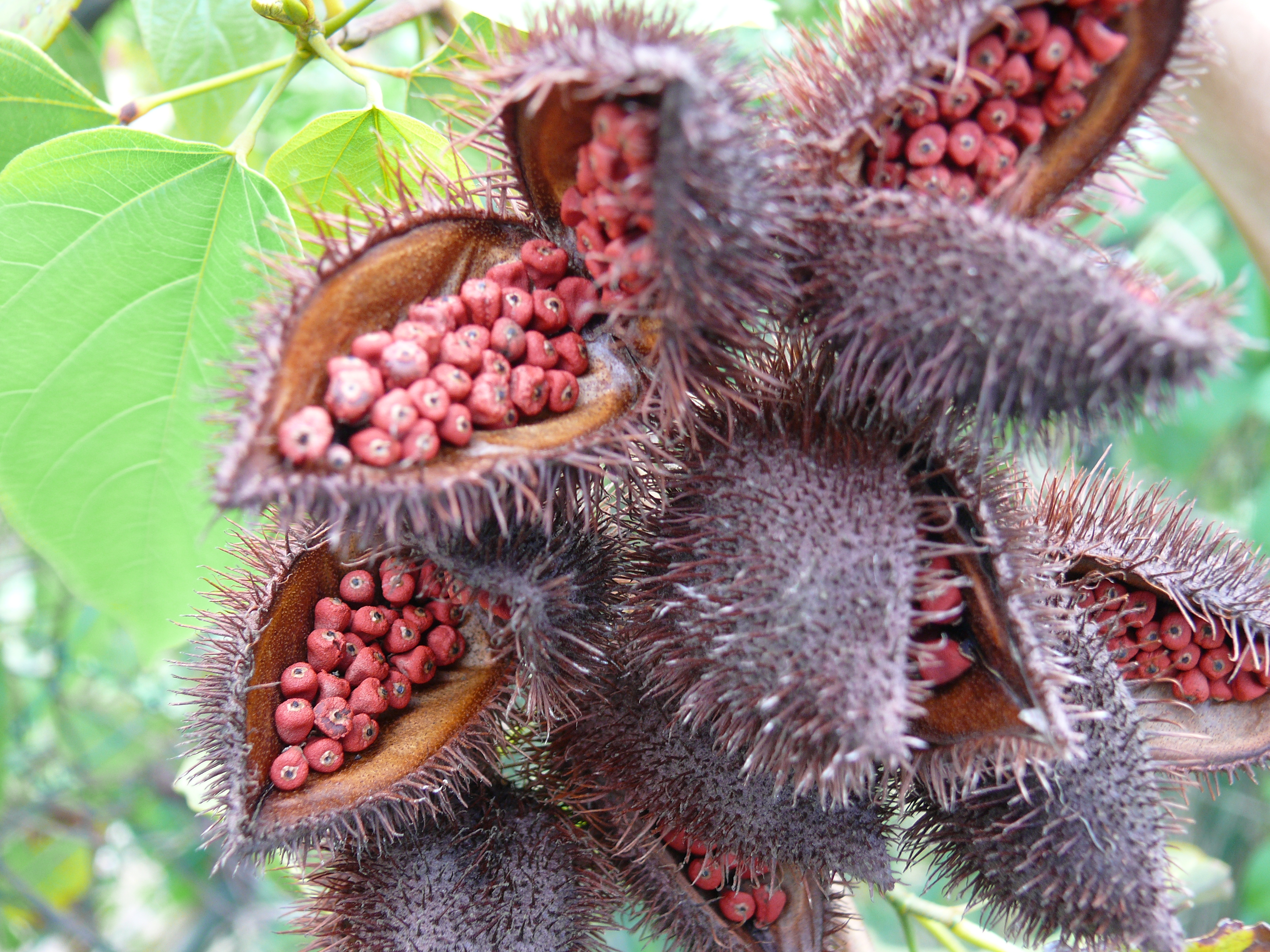
Frutos abiertos de achiote con las semillas en su interior.

La superficie de su semilla tiene una cubierta resinosa y aceitosa que contiene un pigmento, conocido como annatto, formado fundamentalmente por bixina y otros apocarotenoides. Este pigmento es usado como afrodisíaco y colorante alimentario. El código del colorante es E160b. Se usa frecuentemente en la coloración de quesos como el cheddar o tipo americano o el Mimolette, de margarina, mantequilla, arroz, pescado ahumado y a veces como condimento de cocina. Es utilizado ampliamente en diversas preparaciones culinarias de Latinoamérica, el Caribe y también en Filipinas, tanto como colorante como saborizante. Comúnmente utilizado en la cocina cubana con el nombre de bijol en todo tipo de arroz amarillo, sopas y guisos. En la hallaca, plato típico de la Navidad en Venezuela, constituye un ingrediente imprescindible. Es frecuente que en Bolivia se utilice (con el nombre de urucú) para edulcorar al locro llamado locro carretero. También se usa como condimento y colorante, formando parte de la cocina yucateca como la cochinita pibil y el Mukbil pollo, entre otros platillos. Es un condimento que fue muy utilizado por los mayas, extendiéndose su uso a prácticamente toda la América, a las Islas Canarias y al Sudeste Asiático, donde también es usado como ingrediente de la gastronomía regional. Gracias a su intenso sabor, también es muy común machacar las semillas para dar lugar a la pasta de achiote, que aporta un sabor muy intenso añadida a una salsa o carne.
En las gastronomías Ecuatoriana y Colombiana se caracterizan de también usarlo en gran variedad de platos típicos como hayacas, sopas, guisos, arroces y platos típicos regionales.
En el Perú es el condimento principal del famoso plato llamado «pollada», el achiote aporta el típico color rojizo al platillo, es usado en diferentes regiones del país.

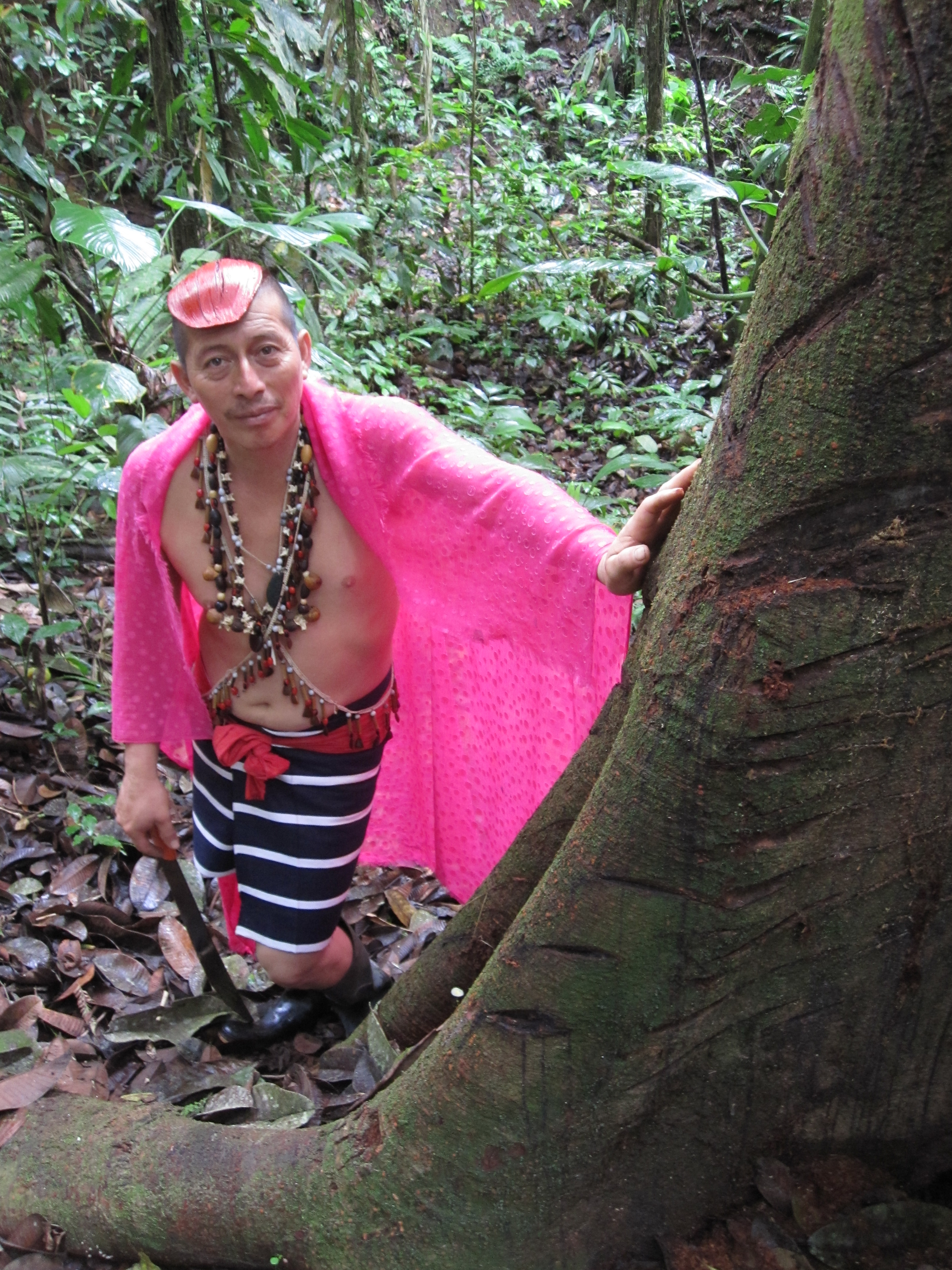
Hombre Tsáchila y su característico peinado con Achiote.

Los pueblos originarios de Centro y Sudamérica lo utilizan como pintura corporal y facial para sus rituales religiosos. 
En el pueblo Tsáchila de Ecuador, los hombres de este grupo étnico utilizan semillas del achiote para colorear su peinado. En sus tradiciones cuentan que durante una época en que una epidemia de viruela diezmaba a la población de los Tsáchilas, un médico-brujo habló con espíritus para pedirles consejo sobre cómo curar a los enfermos de la epidemia; el espíritu los guio hasta un arbusto de achiote y los instigó a cubrir completamente su cuerpo con el jugo de la vainas del fruto. Luego de varios días los casos mortales disminuyeron en forma dramática. Ellos se consideran por siempre en deuda con el espíritu de esa planta por la protección contra la viruela que esta les brindó. Eran conocidos como achutines.

### Propiedades medicinales

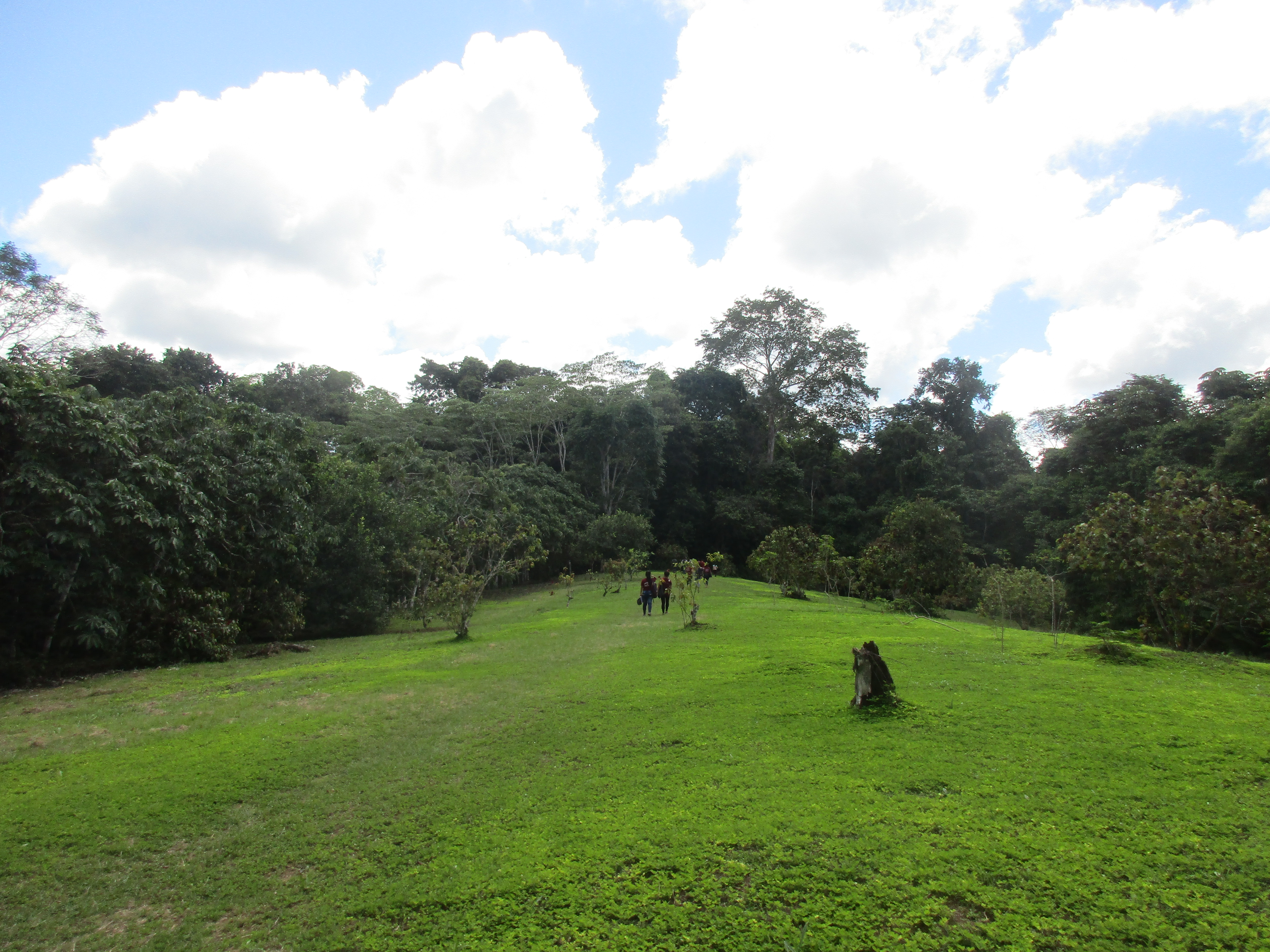
Valle de achiote en la Reserva Nacional Allpahuayo Mishana en Perú.

Se le atribuyen diferentes propiedades terapéuticas: antiagregante plaquetario, astringente, antiséptico, emoliente, antibiótico, antiparasitario, antioxidante, expectorante, cicatrizante, febrífugo, estomáquico, antidisentérico, diurético, antigonorreico, purgante, desinflamatorio, hipoglicemiante e hipolipemiante.
Se usa contra dolores de cabeza, neuralgias, irritación, asma, inflamaciones, excoriaciones, disnea y pleuresia
La semilla molida es utilizada para tratar sarampión, viruela, afecciones estomacales, enfermedades del riñón, disentería y febrífugo, astringente y ligero purgante.
La pulpa se usa en quemaduras y ampollas.
Las hojas actúan contra malestares de garganta, afecciones respiratorias, dolores renales, inflamaciones dérmicas y vaginales, fiebre, hipertensión, vómitos sanguíneos, diarrea, hemorroides, anginas, abscesos, cefalalgia, infecciones de la piel y conjuntivitis.
Machacadas o hervidas son consumidas para controlar vómitos, como antídoto contra la intoxicación por el consumo de yuca brava que contiene ácido cianhídrico.
La infusión de las hojas es usada por las mujeres para lavados vaginales y es muy eficaz en el control de inflamaciones producidas por hongos y bacterias.
Los frutos y semillas en infusión controlan el dolor de cabeza. También tiene propiedades cicatrizantes.
El extracto seco o la infusión de las hojas se usa mucho para controlar y curar la prostatitis, dolencia que suele degenerar en cáncer de próstata.
Se le había atribuido la propiedad de mejorar la hiperplasia prostática. Pero según un ensayo clínico controlado en 68 pacientes, esta planta tenía el mismo efecto del placebo para reducir los síntomas del tracto urinario bajo, asociados con hiperplasia benigna de la próstata, incluyendo el volumen prostático, residuo postmiccional y flujo urinario máximo.

### Propiedades
Tiene la propiedad de ser repelente tanto para los mosquitos como para otros insectos, usado de esta forma comúnmente en la comunidad Tsáchila de Ecuador

### Aceite de achiote

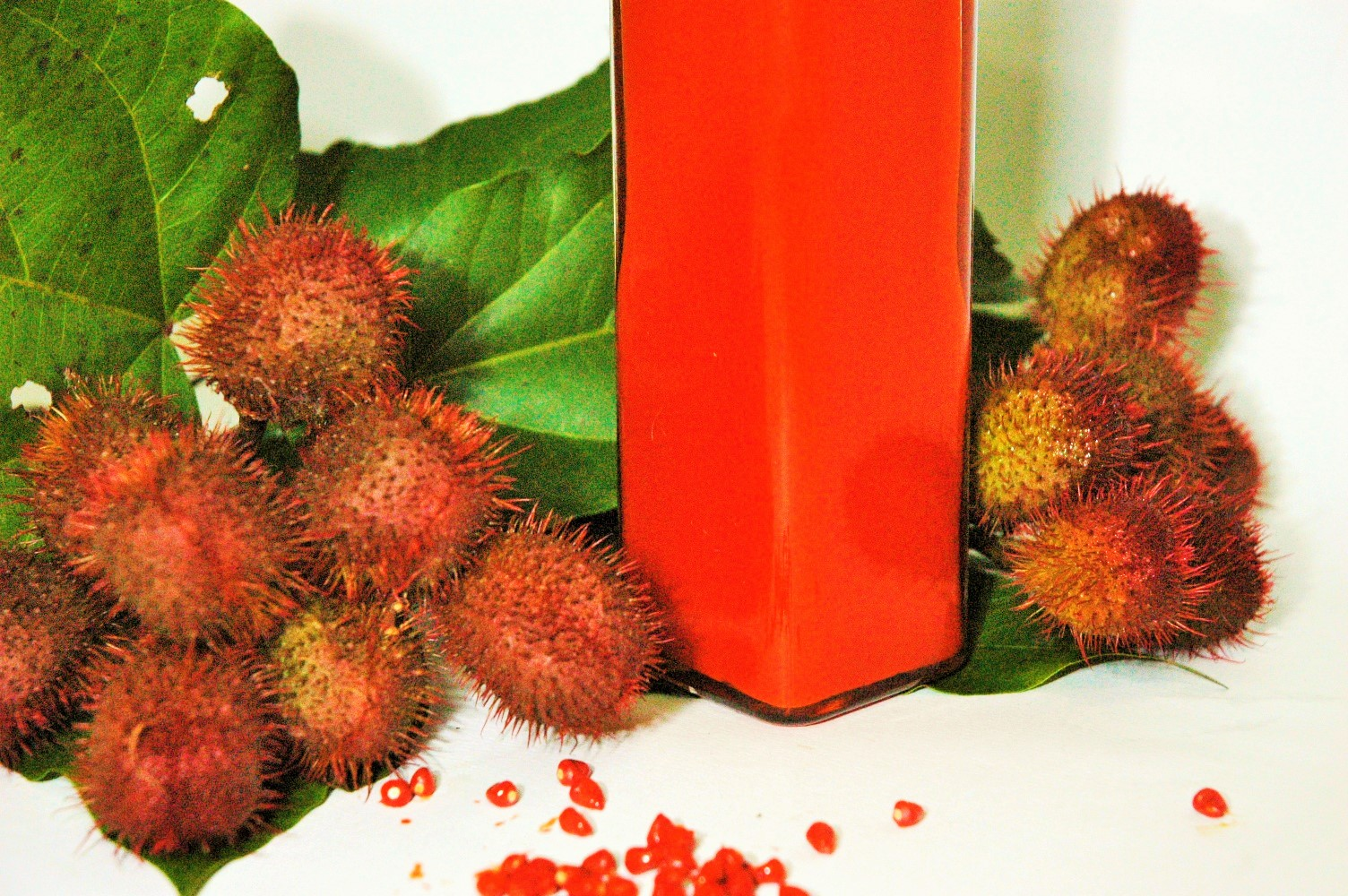
Aceite de achiote.

El aceite obtenido es rico en tocotrienoles, betacaroteno, aceite esencial, aceite fijo, ácidos grasos saturados e insaturados, flavonoides y vitamina C.
Se emplea de varias formas cosméticas, en las que desea tomar ventaja de las características del aceite de achiote. Se incorpora con facilidad en las cremas, lociones cremosas, protector solar, bálsamos labiales. Los efectos son reestructurar el cabello y ayudar a proteger contra los rayos ultravioletas.
La obtención de aceite con una alta actividad antioxidante y el colesterol de bajada, que puede ser utilizado en los suplementos nutricionales y cosméticos.

## Nombres comunes
A continuación se muestra una lista de los nombres comunes con los que se conoce a Bixa orellana en diversas regiones:
- En Colombia: Abujo, achiote, amarillo, achiote amarillo, achiote de cholo, achiote pepa roja, achiote rojo, achiote verde, achiote de monte, achiotillo, achitillo, achote amarillo, achote colorado, achote de monte, achote desmonte[29]
- En Nicaragua: Achiote de monte, achote de monte, achiotillo[30]
- Acanguarica (Méx.[6])
- Achihuiti (Perú[31])
- Achi-ol (Méx.[6])
- Achiote (C. R.,[30] E. S.,[30] Guat.,[32] Ecuador,[30] Hond.,[30] Méx.,[6] Nic.,[30] Pan.,[30] Perú,[31] Urug.,[33][34] Puerto Rico[23])
- Achiotec[cita requerida]
- Achiotillo (Méx.,[6])
- Achiotl (Méx.[6])
- Achote (C. R.,[35] Ecuador, Méx.,[6] Nic.,[30] Pan.,[30] Perú,[31][34])
- Achote amarillo (Perú[31])
- Achotillo (C. R.[35])
- Achut (Méx.[6])
- Anate (Perú,[31][34])
- Anatto (Arg.,[36] C. R.,[35] Pan.[30])
- Annatto[12]
- Anoto (Col.[29])
- Apijiri (Perú[31])
- Apisiri (Perú[31])
- Atase (Perú[31])
- Auaú (Méx.[6])
- Axiote
- Azafrán de la tierra (Urug.[33])
- Benis[cita requerida]
- Bia (Méx.[6])
- Bicha (Col.,[29] C. R.[35])
- Bija (Cuba.,[23]) Col.,[29] C. R.,[35] R. D.,[37] Esp.,[38][34])
- Bijo (Col.[29])
- Bijol (Cuba.,[23])
- Biza (Col.[29])
- Blanco (Perú[31])
- Bosh (Méx.[6])
- Cacicuto ([34])
- Chancuarica (Méx.[6])
- Changerica[12]
- Color (Col.[29])
- Colorado (Perú[31])
- Cuajachote (E. S.[39])
- Huantura (Perú[31])
- Ipak (Perú[31])
- Ipiácu (Perú[31])
- Kachapo (Perú[31])
- Kuro grie (Pan.[30])
- Mantur (Ecuador[32])
- Masce (Perú[31])
- Maxe pototsi (Perú[31])
- Mu (Ecuador[32])
- Onote (Col.[29])
- Onoto (Col.,[29] C. R.,[35][34] Ven.[29])
- Orellana[12]
- Ornato (Méx.[6])
- Pamuca (Méx.[6])
- Potsote (Perú[31])
- Puain (Ecuador[32])
- Puchote (Perú[31])
- Puchoti (Perú[31])
- Rocú ([34])
- Roncón
- Roucou (Arg.[36])
- Rucu (Arg.[40])
- Sacha achote (Perú[31])
- Shambre (Perú[31])
- Shambu (Perú[31])
- Shambu huayo (Perú[31])
- Shambu quiru (Perú[31])
- Shambu shambu (Perú[31])
- Uchuviá (Méx.[6])
- Uruca (Méx.[6])
- Urucú (Paraguay, Arg.,[36] C. R.,[35][34] Bolivia)
- Urucúm (Brasil)[12]
- Ururú ([34])
- Vija (Col.[29])
- Yetsep (Perú[31])
- Yrucú (Arg.[36])

### Etimología de algunos nombres comunes
Achiote es una castellanización del náhuatl āchiyōtl /aːˈt͡ʃiot͡ɬ/, que significa grano o semilla.
Urucú procede del grupo de lenguas tupí-guaraní. La palabra española se deriva del guaraní uruku /uɾuku/. El cognado en lengua tupí uru'ku /uɾukũ/ dio lugar a las palabras urucum y urucu en portugués. Las palabras francesas roucou y rocou en francés tienen un origen similar.
Onoto. Voz de origen caribe que llega al español probablemente a través del cumanagota. En galibi de la Guayana Francesa es annoto y en tamanaco es anoto. El término inglés annatto tiene la misma etimología.
Bija, deriva probablemente del taíno bisha /biʃa/ una lengua extinta del grupo arahuaco. Según el DLE es de origen caribe, pero el Diccionario de americanismos la considera de origen indo-antillano. Algunos académicos proponen dar un origen de forma más homogénea señalando un origen arahuaco insular.

## Otras denominaciones populares
En la cultura lusófona, se le llama también açafroa (ya que por ser muy colorante recuerda en algo al azafrán aunque el verdadero azafrán da color amarillo) y también colorau (es decir, «colorado» con el significado de ‘rojo’).

## Galería de imágenes

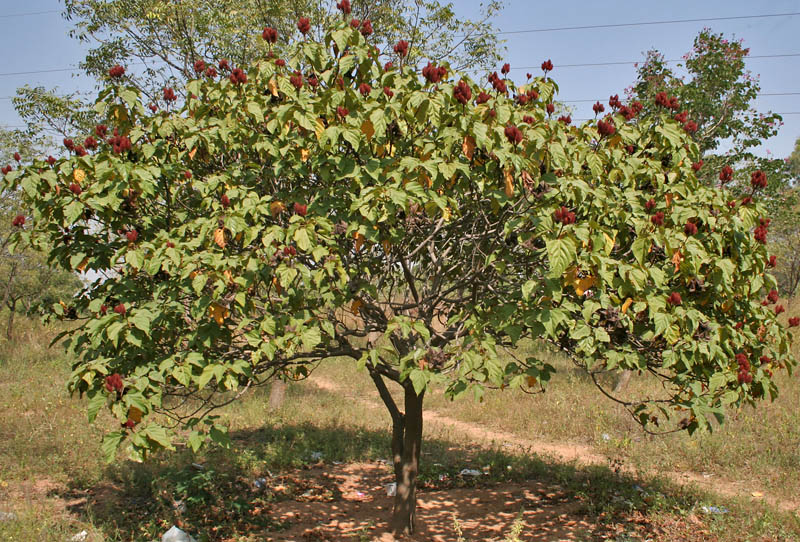
Bixa orellana con frutas en Hyderabad, India.
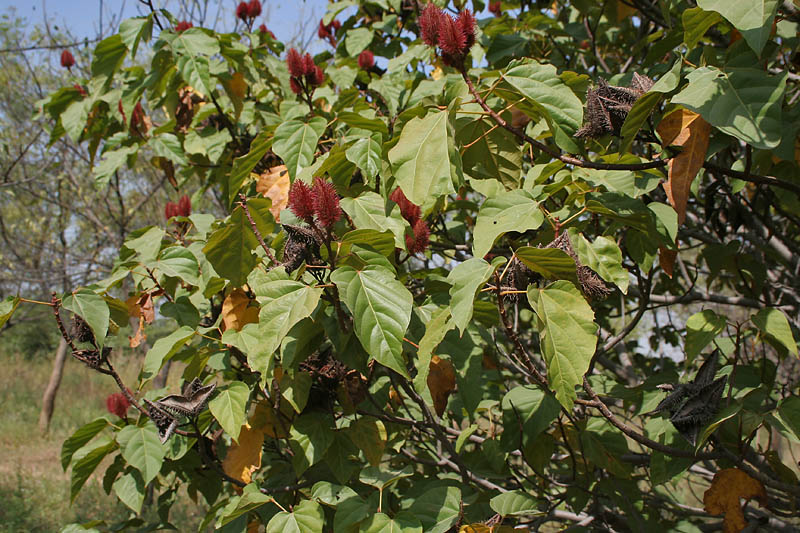
Bixa orellana con frutas.
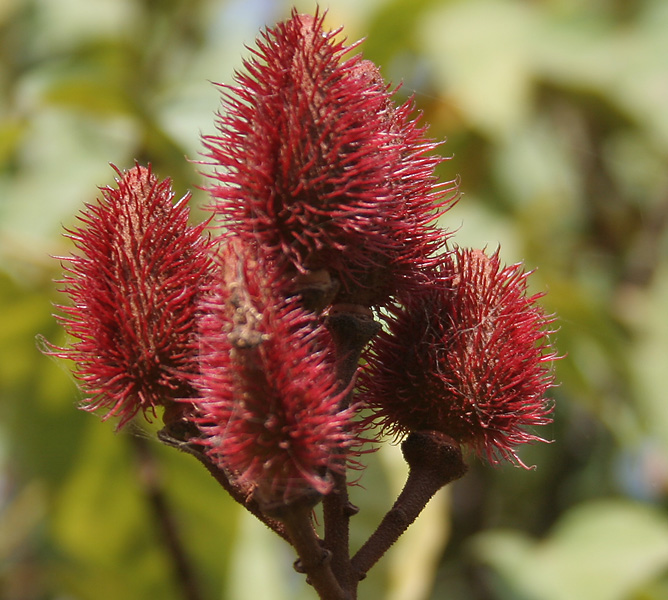
Fruto de Bixa orellana.
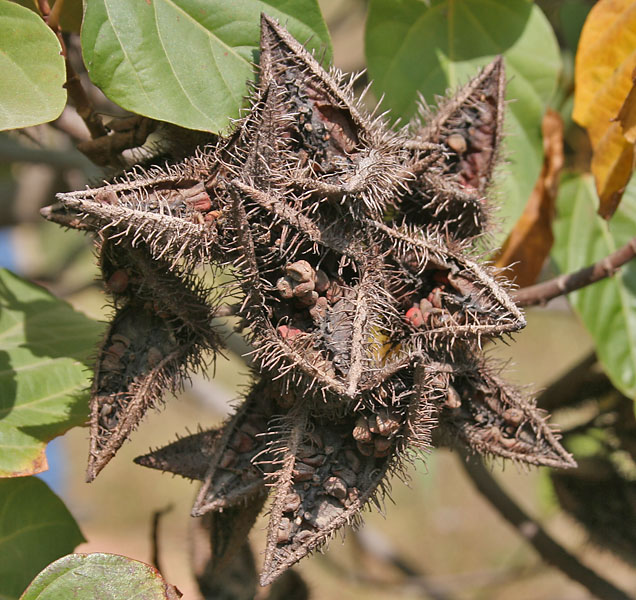
Fruto seco de Bixa orellana.
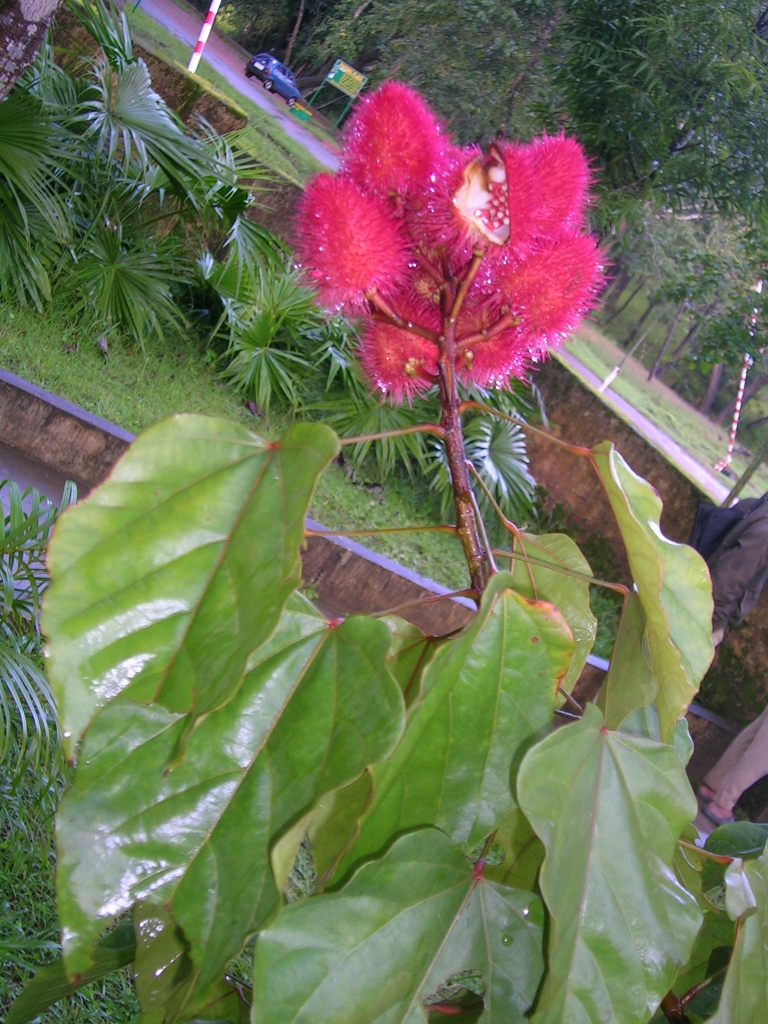
Rama con fruto de Bixa orellana mostrando la vaina de la semilla.
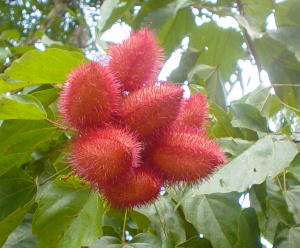
Conjunto de vainas de semillas de Bixa orellana.
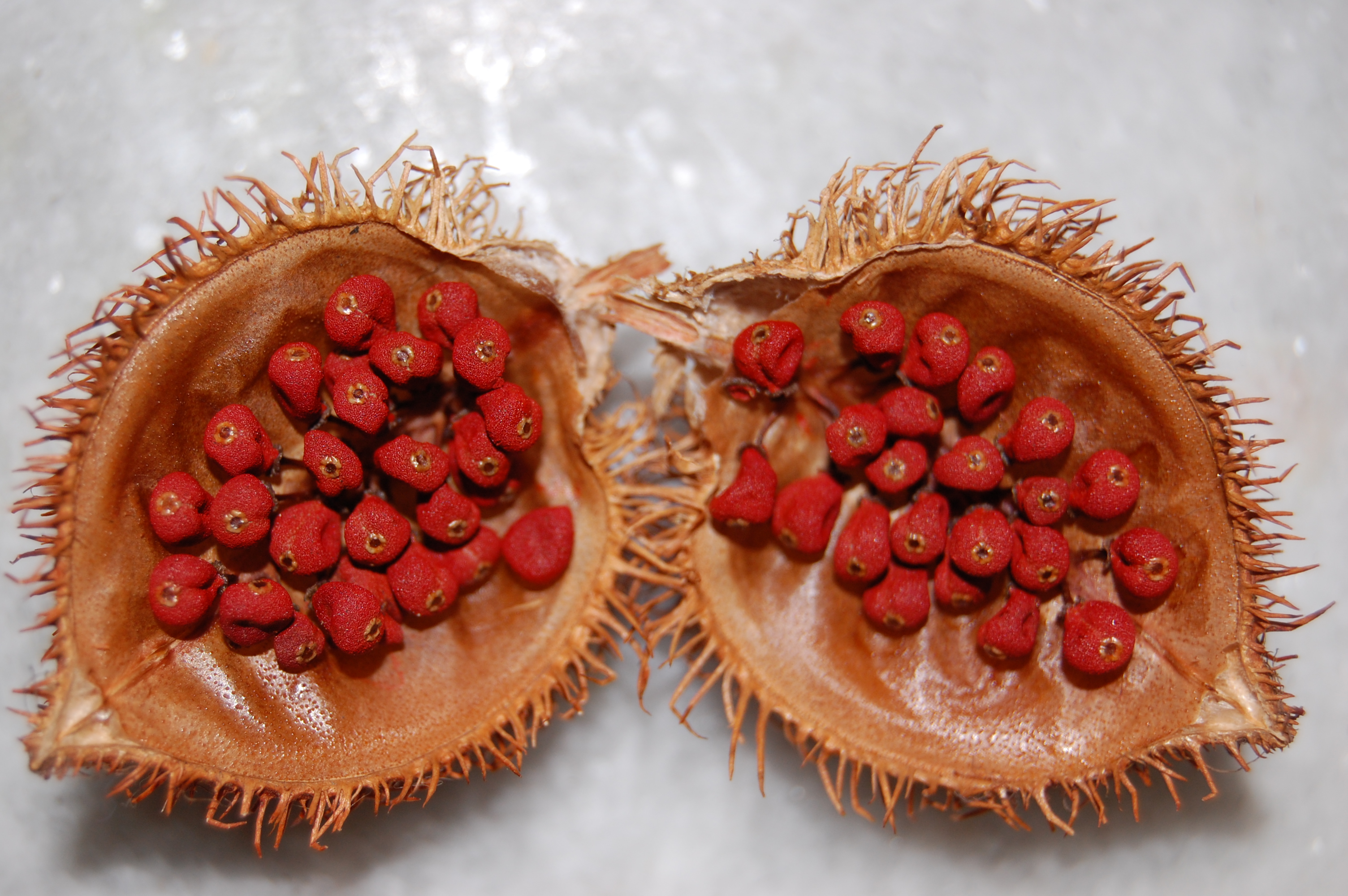
Vaina de una semilla partida.
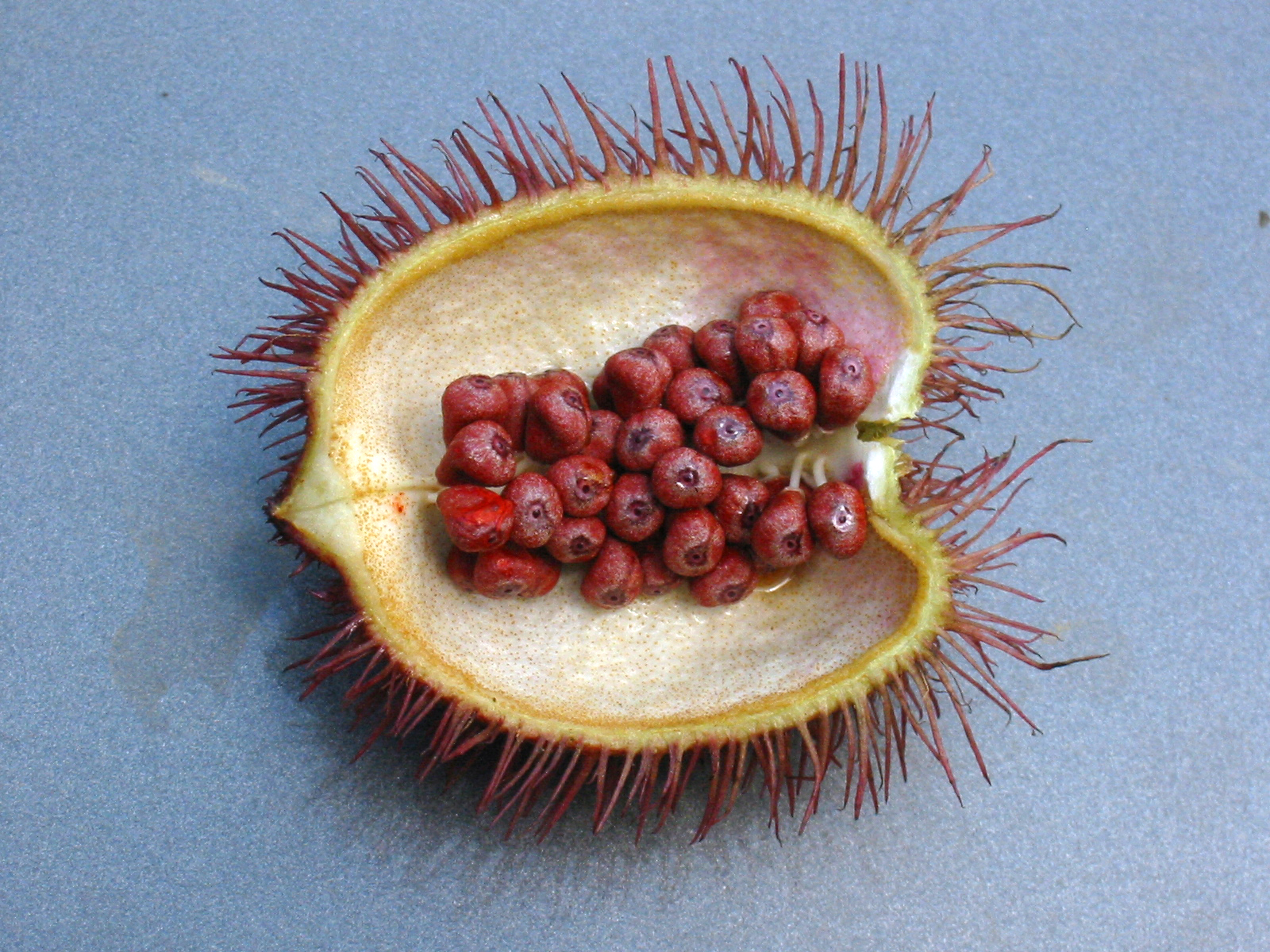
Mitad de la vaina de una semilla mostrando las semillas interiores.
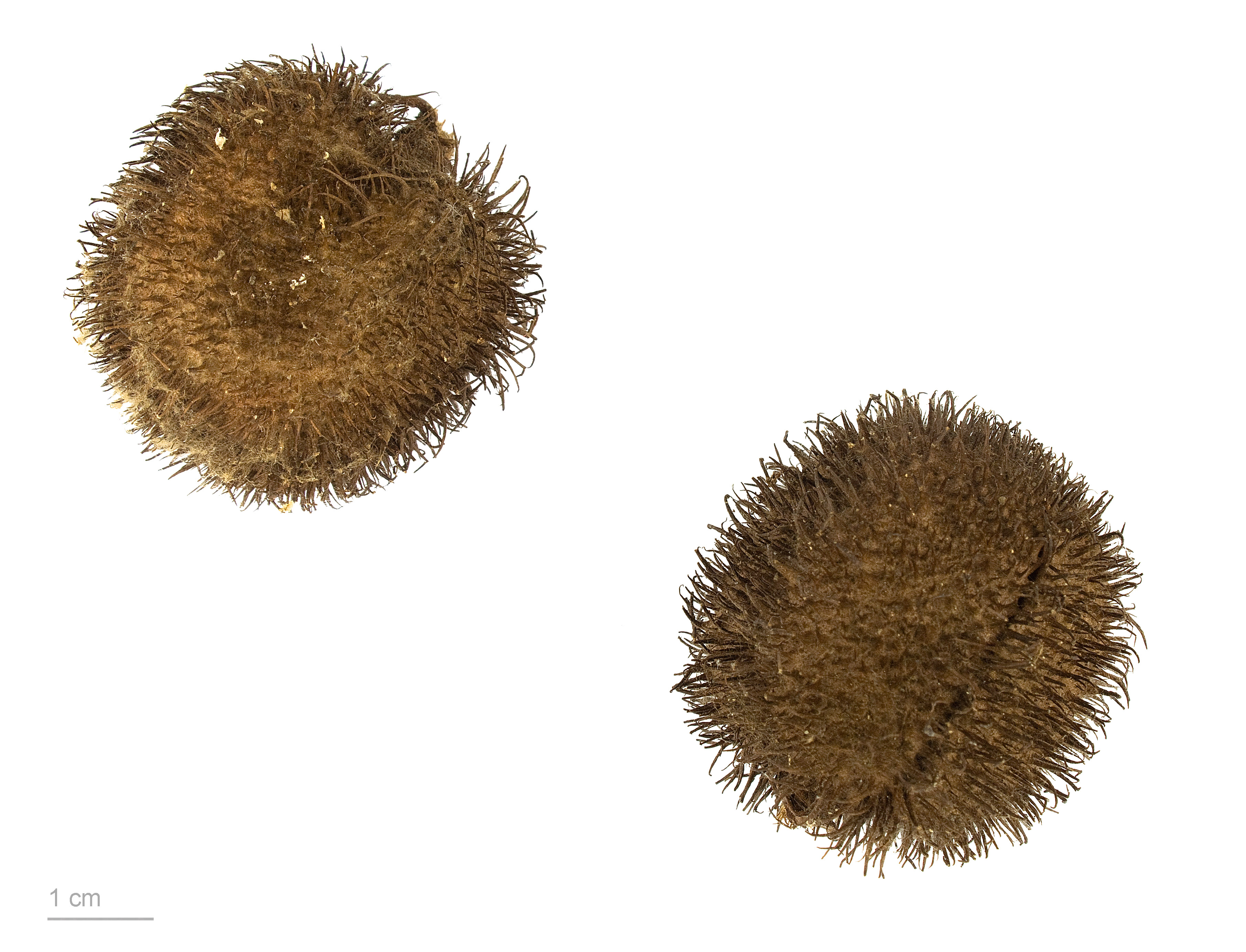
Bixa orellana, espécimen de museo.